# پومابامبا
پومابامبا (به اسپانیایی: Pomabamba) یک منطقهٔ مسکونی در پرو است که در استان پومابامبا واقع شده‌است. پومابامبا ۵٬۶۶۷ نفر جمعیت دارد و ۲٬۹۵۰ متر بالاتر از سطح دریا واقع شده‌است.